# عرب الفدان
قرية عرب الفدان هي إحدى القرى التابعة لمركز أبوحماد في محافظة الشرقية في جمهورية مصر العربية. حسب إحصاءات سنة 2006، بلغ إجمالي السكان في عرب الفدان 3904 نسمة، منهم 2009 رجل و1895 امرأة.